# 姆图卡龙属
姆图卡龙（属名：Mnyamawamtuka，发音：“Mm-nya-ma-wah-mm-too-ka”，mˌɲæməwa.mˈtukə；斯瓦希里语中意为“姆图卡河流域的野兽”）是坦桑尼亚晚白垩世加卢拉组发现的一属岩盔龙类泰坦巨龙类蜥脚下目恐龙。模式种兼唯一种是心尾姆图卡龙（M. moyowamkia）。

## 发现与命名
2004年，在距鲁夸湖20千米处的姆图卡河（Mtuka River）发现一具蜥脚类骨骼，并于2005至2008间将其挖出。
2019年，模式种心尾姆图卡龙（Mnyamawamtuka moyowamkia）由埃瑞克·高斯卡（Eric Gorscak）和帕特里克·奥康纳（Patrick M. O'Connor）命名并描述。属名为斯瓦希里语Mnyama wa Mtuka（“姆图卡的野兽”）之缩写，描述者明确表示，他们认为“野兽”是对泰坦巨龙类成员的恰当称呼。种名缩写自moyo wa mkia，在该语言中意为“心形尾巴”，指中段尾椎后关节面的心形横截面。
正模标本RRBP 05834发现于加卢拉组（Galula Formation）姆图卡段（Mtuka Member）的一层中，地质年龄为最可能为1.1亿至1亿年前的阿普第阶至森诺曼阶。它由缺乏颅骨的部分骨骼组成，包含一节前段颈椎的神经弓、四节颈椎的椎体、七节背椎、尾椎的七个神经弓及椎体、四个人字骨、众多肋骨碎片、一个右肩胛骨、一个右胸骨、两个肱骨、一个左尺骨、第一右掌骨、第三左掌骨、左坐骨、右耻骨、两个股骨、两个胫骨、左腓骨、左跖骨、两节趾骨和一只脚爪。该骨骼已经脱节。尽管缺乏颅骨，但其仍代表已知最完整的早期泰坦巨龙类骨骼之一。

## 描述
正模标本个体估计长7.6米、重1.5吨，可能尚未完全成熟。
描述者指出了几个鉴别特征，其中五个是自衍征即独特衍生特征。中段及后段背椎具有上弯的附属嵴或椎板，位于连接前关节突的正常嵴和神经通道之间。后段背椎缺乏连接后关节突的嵴，因为神经突后部的嵴一直延伸到神经通道。中段尾椎椎体后关节面纵向且侧向变宽形成心形。肩胛骨前缘上内侧即接触喙骨的这部分有一个跟凹槽平行的弯曲嵴。每一对胸骨板都非常小，仅相当于肱骨长度的42%。

## 种系发生学
姆图卡龙于2019年归入泰坦巨龙类。系统发育分析显示了其在演化树中的几个可能位置。有时发现姆图卡龙处于岩盔龙类之外，或作为马拉维龙姊妹物种而处于该类群的基干位置。